# Love You Inside Out
«Love You Inside Out» es un sencillo de 1979 escrito e interpretado por The Bee Gees, del álbum Spirits Having Flown. Alcanzó el #1 del Billboard Hot 100 por una semana en junio de 1979 (Interrumpiendo así el #1 de Donna Summer "Hot Stuff"). Sería el noveno número uno de los Bee Gees, así también como el último. Su duración es de 4 minutos y 11 segundos.
Fue hecha cover por Leslie Feist (bajo el título "Inside and Out") en su álbum de 2004 Let It Die y fue un sample unos años después empleado por el grupo de R&B Total (banda) en la canción de álbum "When Boy Meets Girl" de 1996. El sample fue incluido además por R. Kelly y Jay-Zen su canción hit "Honey". Usada también por Snoop Dogg para su sencillo de rap "Ups and Downs" en 2005 y por el grupo Nemesis en "Cantfiguritout." Esta canción ha sido cover dos veces en American Idol, por Latoya London en 2004 y Melinda Doolittle en 2007.
- Datos: Q1452979